# Epona Corona
L'Epona Corona è una struttura geologica della superficie di Venere.